# الهرایداه
ال-هرایداه یک منطقهٔ مسکونی در یمن است که در استان حضرموت واقع شده‌است.